# Wang Zhen (atleta)
Wang Zhen (em chinês simplificado: 王镇; Heilongjiang, 24 de agosto de 1991) é um atleta chinês especializado na marcha atlética, campeão olímpico da marcha dos 20 km.
Recordista chinês da marcha dos 20 km com o tempo de 1:17.36, foi medalha de bronze na prova em Londres 2012, vencida por seu compatriota Chen Ding. Quatro anos depois, na Rio 2016, numa prova em que os russos, tradicionais competidores e vencedores haviam sido banidos de participar por um escândalo de doping que atingiu seu atletismo, tornou-se campeão olímpico ao vencer a mesma modalidade com o tempo de 1:19:14.
Além das medalhas olímpicas de ouro e bronze, Zhen também conquistou duas medalhas de prata na mesma distância nos Mundiais de Daegu 2011 e Pequim 2015.